# Альбер Мішан
Альбер Мішан (19 століття — невідомо) — бельгійський ватерполіст.
Срібний призер Олімпійських Ігор 1900, 1908 років.